# David Bolland
Pour les articles homonymes, voir Bolland (homonymie).
David Bolland, dit Dave Bolland, (né le 5 juin 1986 à Mimico en Ontario au Canada) est un joueur professionnel canadien de hockey sur glace.

## Carrière

### Carrière en club
Il commence sa carrière en 2000 en jouant chez les Red Wings de Toronto de la Greater Toronto Hockey League, ligue pour les jeunes joueurs de hockey regroupant les catégories enfant. Il rejoint les Knights de London de la Ligue de hockey de l'Ontario en 2002 en étant le premier choix de l'équipe, le huitième au total,. Il rejoint alors l'équipe de la LHO et participe par la suite au repêchage d'entrée 2004 dans la Ligue nationale de hockey. Il y est choisi lors de la seconde ronde, le 32e joueur au total par les Blackhawks de Chicago.
Il reste encore une saison dans la LHO et remporte avec les Knights la Coupe Memorial en 2005. En 2005-2006, toujours dans l'alignement de la franchise, il est le second pointeur de l'équipe et de la LHO derrière son coéquipier Rob Schremp avec 130 points,. Jouant alors à l'aile droite de son équipe, il reçoit le trophée Jim-Mahon de l'ailier droit inscrivant le plus de buts.
Il participe au camp d'entraînement des Blackhawks de Chicago dès 2004 mais ne joue son premier match avec la franchise de la LNH que lors de la saison 2006-2007. Cet unique match de la saison a lieu le 25 octobre 2006 contre les Canucks de Vancouver. Il passe toute la saison dans la Ligue américaine de hockey avec les Admirals de Norfolk, équipe alors affiliée aux Blackhawks. Il commence la saison suivante dans la nouvelle franchise affiliée dans la LAH, les IceHogs de Rockford mais il profite d'une blessure pour rejoindre l'effectif des Blackhawks. Au cours de la saison, il fait des aller-retour entre les deux équipes totalisant 39 matchs dans la LNH. En 2008-2009, il est titulaire de l'équipe de la LNH et ne manque qu'un seul match au cours de la saison régulière.

### Carrière internationales
Bolland fait partie de l'équipe du Canada junior qui participe au championnat du monde junior de 2006 qui se joue au Canada. Il aide son équipe à remporter la médaille d'or en inscrivant trois buts lors du tournoi.

## Statistiques

### Statistiques en club
| Saison     | Équipe                 | Ligue          |     | Saison régulière | Saison régulière | Saison régulière | Saison régulière | Saison régulière |    | Séries éliminatoires | Séries éliminatoires | Séries éliminatoires | Séries éliminatoires | Séries éliminatoires |
| Saison     | Équipe                 | Ligue          | PJ  | B                | A                | Pts              | Pun              | PJ               | B  | A                    | Pts                  | Pun                  |                      |                      |
| 2000-2001  | Red Wings de Toronto   | GTHL           | 95  | 79               | 67               | 146              | -                | -                | -  | -                    | -                    | -                    |                      |                      |
| 2001-2002  | Red Wings de Toronto   | GTHL           | 36  | 35               | 35               | 70               | 40               | -                | -  | -                    | -                    | -                    |                      |                      |
| 2002-2003  | Knights de London      | LHO            | 64  | 7                | 10               | 17               | 21               | 14               | 2  | 1                    | 3                    | 2                    |                      |                      |
| 2003-2004  | Knights de London      | LHO            | 65  | 37               | 30               | 67               | 58               | 15               | 3  | 10                   | 13                   | 18                   |                      |                      |
| 2004-2005  | Knights de London      | LHO            | 66  | 34               | 51               | 85               | 97               | 18               | 11 | 14                   | 25                   | 30                   |                      |                      |
| 2005       | Knights de London      | Coupe Memorial | -   | -                | -                | -                | -                | 4                | 1  | 2                    | 3                    | 18                   |                      |                      |
| 2005-2006  | Knights de London      | LHO            | 59  | 57               | 73               | 130              | 104              | 15               | 15 | 9                    | 24                   | 41                   |                      |                      |
| 2006-2007  | Admirals de Norfolk    | LAH            | 65  | 17               | 32               | 49               | 53               | 6                | 0  | 4                    | 4                    | 17                   |                      |                      |
| 2006-2007  | Blackhawks de Chicago  | LNH            | 1   | 0                | 0                | 0                | 0                | -                | -  | -                    | -                    | -                    |                      |                      |
| 2007-2008  | IceHogs de Rockford    | LAH            | 16  | 6                | 4                | 10               | 22               | 7                | 0  | 0                    | 0                    | 8                    |                      |                      |
| 2007-2008  | Blackhawks de Chicago  | LNH            | 39  | 4                | 13               | 17               | 28               | -                | -  | -                    | -                    | -                    |                      |                      |
| 2008-2009  | Blackhawks de Chicago  | LNH            | 81  | 19               | 28               | 47               | 52               | 17               | 4  | 8                    | 12                   | 24                   |                      |                      |
| 2009-2010  | Blackhawks de Chicago  | LNH            | 39  | 6                | 10               | 16               | 28               | 22               | 8  | 8                    | 16                   | 30                   |                      |                      |
| 2010-2011  | Blackhawks de Chicago  | LNH            | 61  | 15               | 22               | 37               | 34               | 4                | 2  | 4                    | 6                    | 4                    |                      |                      |
| 2011-2012  | Blackhawks de Chicago  | LNH            | 76  | 19               | 18               | 37               | 47               | 6                | 0  | 3                    | 3                    | 2                    |                      |                      |
| 2012-2013  | Blackhawks de Chicago  | LNH            | 35  | 7                | 7                | 14               | 22               | 18               | 3  | 3                    | 6                    | 24                   |                      |                      |
| 2013-2014  | Maple Leafs de Toronto | LNH            | 23  | 8                | 4                | 12               | 24               | -                | -  | -                    | -                    | -                    |                      |                      |
| 2014-2015  | Panthers de la Floride | LNH            | 53  | 6                | 17               | 23               | 48               | -                | -  | -                    | -                    | -                    |                      |                      |
| 2015-2016  | Pirates de Portland    | LAH            | 2   | 0                | 1                | 1                | 0                | -                | -  | -                    | -                    | -                    |                      |                      |
| 2015-2016  | Panthers de la Floride | LNH            | 25  | 1                | 4                | 5                | 16               | -                | -  | -                    | -                    | -                    |                      |                      |
| Totaux LNH | Totaux LNH             | Totaux LNH     | 433 | 85               | 123              | 208              | 299              | 67               | 17 | 26                   | 43                   | 84                   |                      |                      |

### Statistiques en équipe nationale
| Année | Équipe | Compétition                 |   | PJ | B | A | Pts | Pun           |  | Résultat |
| 2006  | Canada | Championnat du monde junior | 6 | 3  | 2 | 5 | 14  | Médaille d'or |  |          |

## Trophées et honneurs personnels
- Ligue de hockey de l'Ontario et Ligue canadienne de hockey
  - 2003-2004 : membre de la troisième équipe type de la LHO
  - 2004-joue : dans le match des prospect de la LCH
  - 2005-2006 :
    - membre de la première équipe d'étoiles de la LHO
    - trophée Jim-Mahon
- Ligue nationale de hockey
  - 2010 : remporte la Coupe Stanley avec les Blackhawks de Chicago
  - 2013 : remporte la Coupe Stanley avec les Blackhawks de Chicago